# Каїр (аеропорт)
Каїрський міжнародний аеропорт (араб. مطار القاهرة الدولي, англ. Cairo International Airport) (IATA: CAI, ICAO: HECA)  — найзавантаженіший аеропорт Єгипту і головний хаб національного перевізника Єгипту EgyptAir, члена Star Alliance. Аеропорт розташований у північно-східній частині Каїра, за 15 км від ділової частини міста. Аеропорт управляється спеціальним підрозділом Egyptian Holding Co., яке контролює чотири компанії: Cairo Airport Co., Egyptian Airports Co., National Air Navigation Services і Aviation Information Technology, а також Cairo Airport Authority (CAA), що виконує регуляторну функцію. У 2004 Fraport AG виграв тендер на управління аеропортом на 8 років.
Це другий по завантаженості аеропорт Африки після Міжнародного аеропорту Йоганнесбургу в ПАР. Міжнародний аеропорт Каїр прийняв 125 000 літаків у 2007. В аеропорту обслуговується 58 пасажирських авіакомпаній (включаючи чартерні) і 10 вантажних авіакомпаній. Після вступу EgyptAir в Star Alliance в липні 2008 аеропорт став позиціюватися як потенційно найбільший хаб для польотів між аеропортами Африки, Середнього Сходу та Європи (чому сприяє можливість обслуговування літаків A380).
У 2007 послугами аеропорту скористалися 12 577 524 пасажирів (на 16.7% більше, ніж у 2006). В аеропорту функціонують три термінали (третій термінал введений в експлуатацію наприкінці квітня 2009). Аеропорт в своєму розпорядженні має чотири злітно-посадкові смуги, в аеропорту функціонує вантажний термінал. Довжина ЗПс 05L/23R 3 300 м, 05C/23C - 4000 м, 16/34 - 3 180 (ширина всіх цих смуг становить 60 м). Четверта ПС (05R/23L), розташована на південь від льотного поля, має довжину 4 000 і завширшки 65 м, вона може приймати Airbus A380.

## Термінали

### Термінал 1
Термінал 1 було побудовано в 1945. Під час Другої світової війни силами військових США була побудована авіабаза Пейн Філд для ВПС антигітлерівської коаліції попри те, що за 5 км від цього місця знаходився аеропорт Алмаза. Коли ВПС США залишили авіабазу в кінці того ж року, громадянська влада прийняла тамтешню інфраструктуру і почала використовувати її для здійснення міжнародних рейсів цивільної авіації. У 1963 Міжнародний аеропорт Каїр замінив старий аеропорт Геліополіс, що знаходився в східній частині Каїру.
У Терміналі знаходяться Зал вильоту 1, Міжнародний зал 3, і Зал 4 для приватної авіації та авіації некомерційних організацій. Під час проведення реконструкції Зал 3, який обслуговував раніше внутрішні рейси, було переобладнано для прийому іноземних пасажирів. Термінал 1 зазвичай називають «Старим аеропортом», попри те, що після реконструкції він оснащений сучаснішим обладнанням, ніж Термінал 2, який носить популярну назву «Новий аеропорт».
Термінал 1 використовується EgyptAir для місцевих і міжнародних рейсів, проте велика частина з них буде переведена в Термінал 3 в 2009. Він буде продовжувати використовуватися авіакомпаніями Середнього Сходу, але також буде приймати кілька іноземних авіакомпаній, таких як Air France та KLM, які були туди переведені з Терміналу 2 в 2006. У терміналі 1 — 12 гейтів.
CAA запропонувало план розвитку Терміналу «Концепція Аеропорт-Сіті», відповідно до якої буде забезпечено надання безлічі послуг пасажирам, а також широкій публіці. Першою фазою реалізації цього плану стало створення нової торгової зони під назвою 'AirMall', яка буде побудована поряд з Новим Міжнародним залом прибуття 3 Терміналу 1.

### Термінал 2 (закрито на ремонт)
Термінал 2 було введено в експлуатацію в 1986 з 7 гейтами. Обслуговував переважно авіакомпанії Європи, Далекого Сходу, країн Затоки та Північної Африки.
Термінал був закритий у квітні 2010 року для повної реконструкції, яка розпочалась в 2012 році та тривала 36 місяців.
Архітектура будівлі обмежувала можливості подальшого розширення, 
що призвело до необхідності закрити всю будівлю для капітального ремонту, кошторисна вартість реконструкції близько 400 мільйонів доларів.
У лютому 2010 року Рада виконавчих директорів Світового банку затвердила суму позики в розмірі 387 мільйонів доларів на підтримку проєкту розвитку аеропорту в Каїрі (CADP) для капітального ремонту терміналу. 
Проєкт мав на меті збільшити пропускну спроможність терміналу з 3 млн до 7,5 млн пасажирів щороку.
Модернізація включала повну модернізацію об’єкту, щоб досягти того ж рівня обслуговування, що і новий термінал 3. 
У серпні 2011 року турецький Limak Holding виграв тендер на модернізацію терміналу.
Після кількох затримок проєкту 28 вересня 2016 року оновлений термінал було відкрито 
з пасажирообігом 7.5 мільйонів пасажирів/рік, 
що збільшує загальний пасажирообіг аеропорту до 30 мільйонів пасажирів щороку. 
Новий термінал має 14 гейтів та додатково 5 віддалених стоянок.
У вітальні площею 1500 м² одночасно можуть розміститися 300 людей.
Оновлений термінал працює спільно з терміналом 3 як єдиний інтегрований термінал через галерею.

### Термінал 3
З огляду на зростання пасажиропотоку і обмежені можливості Терміналу 2, Міністерство цивільної авіації ухвалило рішення про будівництво Терміналу 3 (введений в експлуатацію наприкінці квітня 2009). Його пропускна здатність удвічі вище, ніж у двох функціонуючих на сьогоднішній день терміналів. Термінал 3 розташовується поруч з терміналом 2 і з'єднаний з ним пішохідним мостом. Змінена конфігурація під'їзних доріг, паркінги перенесено в нове місце. Термінал 3 було урочисто відкрито президентом Єгипту Хосні Мубараком 18 грудня 2008, проте початок експлуатації було перенесено на 2009.
Термінал 3 стане основним хабом EgyptAir, яка буде здійснювати з нього всі свої рейси, як міжнародні, так і внутрішні. У зв'язку зі вступом EgyptAir в Star Alliance всі члени альянсу також будуть обслуговуватися в Терміналі 3.
На час реконструкції Терміналу 2 деякі перевізники тимчасово будуть переведені в Термінал 3 з 2009.
Особливості та характеристики Терміналу 3:
- Трирівнева будівля терміналу площею 205 тис. м², в якому знаходяться зали вильоту та прибуття, основні служби, служба обробки багажу, майстерні, торгова зона.
- Два пірси змінної пропускної здатності з 22 виходами на внутрішні та міжнародні рейси. Головна будівля терміналу і пірси пов'язані залами. Два гейти будуть обладнані для прийому Airbus A380.  Проєктується також будівництво третього пірса.
- У Терміналі 3 23 гейти (2 гейти для A380), 26 пунктів паспортного контролю в зоні реєстрації, 28 пунктів паспортного контролю в залі прибуття, 54 стоянок для літаків, 7 багажних каруселів, 110 стійок реєстрації та 160 ліфтів, траволаторів і ескалаторів.
- Із зовнішнього боку облаштовані мости і естакада для переходу в і з будівлі терміналу, багатоповерховий паркінг на 3 000 автомобілів, нові під'їзні шляхи до аеропорту з кільцевої автодороги Каїра, удосконалено існуючі під'їзні шляхи.

Після завершення будівництва Терміналу 3 пропускна спроможність Міжнародного аеропорту Каїр подвоїлася і становить 22 млн пасажирів на рік.

### Термінал сезонних рейсів
20 вересня 2011 прем'єр-міністр Шараф відкрив новий термінал сезонних рейсів, розташований на захід від Терміналу 3.
Термінал має річну пропускну спроможність 3,2 млн пасажирів (або 1200 пасажирів на годину) з 27 стійками реєстрації і 7 гейтами. Призначений за для зменшення навантаження на існуючі термінали під час паломницьких сезонів

## Зручності

### Транспорт
Піплмувер MiniMetro сполучає термінал 1, AirMall, багатоповерхову автостоянку та термінали 2 і 3. 
Головна станція розташована між терміналами 2 і 3 і є частиною галереї, що сполучає два термінали. 
Лейтнер-Пома спроєктувала та сконструювала піплмувер завдовжки 1,85 км та з максимальною швидкістю 50 км/год.

### Готель
Розкішний п'ятизірковий готель Le Méridien із 350 кімнатами відкрився перед терміналом 3 у грудні 2013 року. 
Готель сполучений з терміналом галереєю завдовжки 230 м, яка обладнаний травалатором.

## Авіалінії та напрямки, липень 2021

### Пасажирські
| Авіакомпанія                   | Пункт призначення |
| ------------------------------ | --- |
| Aegean Airlines                | Афіни |
| Aeroflot                       | Москва–Шереметьєво |
| Air Algérie                    | Алжир |
| Air Arabia                     | Абу-Дабі, Ель-Джауф, Мілан-Бергамо, Бахрейн, Даммам, Ель-Кассим, Джидда, Хургада, Маскат, Рас-ель-Хайма, Ріяд, Шарджа, Шарм-ель-Шейх, Табук, Таїф |
| Air Cairo                      | Акаба, Джидда, Мілан-Мальпенса, Ріяд Сезонно: Асуан, Луксор |
| Air Canada                     | Монреаль–Трюдо |
| Air France                     | Париж-Шарль де Голль |
| Air Italy                      | Рим-Ф'юмічіно |
| Air Malta                      | Мальта |
| Air Serbia                     | Белград |
| Air Sinai                      | Тель-Авів |
| Alitalia                       | Рим-Ф'юмічіно |
| ALK Airlines                   | Сезонний чартер: Софія |
| AlMasria Universal Airlines    | Джидда, Кувейт, Янбу Сезонний: Асуан, Хургада, Мілан-Бергамо, Луксор, Шарм-ель-Шейх |
| Asiana Airlines                | Сезонний чартер: Сеул-Інчхон |
| Austrian Airlines              | Відень |
| Azerbaijan Airlines            | Сезонний чартер: Баку |
| Azur Air                       | Сезонно: Іркутськ, Казань, Краснодар, Красноярськ-Ємельяново, Нижній Новгород, Новосибірськ, Перм, Самара, Тюмень, Уфа, Єкатеринбург |
| Badr Airlines                  | Хартум |
| British Airways                | Лондон-Хітроу |
| EgyptAir                       | Абха, Абіджан, Абу-Дабі, Абу-Сімбел, Абуджа, Аккра, Аддис-Абеба, Александрія-Борг-ель-Араб, Алжир, Амман, Амстердам, Асмара, Асьют, Асуан, Афіни, Багдад, Бахрейн, Бангкок-Суварнабхумі, Барселона-Ель Прат, Пекін, Бейрут, Берлін-Шенефельд, Брюссель, Будапешт, Касабланка, Копенгаген, Даммам, Дар-ес-Салам, Дуала, Дубай, Ентеббе, Ербіль, Франкфурт, Бурайда, Женева, Гуанчжоу, Ханчжоу, Гонконг, Хургада, Стамбул, Джидда, Йоханнесбург-О. Р. Тамбо, Джуба, Кано, Хартум, Кігалі, Кувейт, Лагос, Ларнака, Лондон-Хітроу, Луксор, Мадрид, Марса-Алам, Медіна, Мілан-Мальпенса, Москва-Домодєдово, Мумбаї, Мюнхен, Маскат, Найробі, Нджамена, New York-JFK, Париж-Шарль-де-Голль, Ер-Ріяд, Рим-Ф'юмічіно, Шарджа, Шарм-ель-Шейх, Сохаг, Токіо-Наріта, Торонто-Пірсон, Туніс, Відень, Вашингтон-Даллес Чартер: Осака-Кансай |
| Emirates                       | Дубай |
| Eritrean Airlines              | Асмара, Хартум, Мілан-Мальпенса |
| Ethiopian Airlines             | Аддис-Абеба |
| Etihad Airways                 | Абу-Дабі |
| FlyBaghdad                     | Наджаф |
| FlyEgypt                       | Асуан, Хургада, Луксор, Марса-Алам, Шарм-ель-Шейх, Янбу |
| Flynas                         | Абха, Даммам, Джидда, Ер-Ріяд |
| Gulf Air                       | Бахрейн |
| Iberia                         | Мадрид |
| Iraqi Airways                  | Багдад, Басра, Ербіль, Сулейманія |
| Jazeera Airways                | Кувейт |
| Jordan Aviation                | Амман |
| KLM                            | Амстердам |
| Korean Air                     | Сезонний чартер: Сеул-Інчхон |
| Kuwait Airways                 | Кувейт |
| Lufthansa                      | Франкфурт, Мюнхен |
| Middle East Airlines           | Бейрут |
| Nesma Airlines                 | Абха, Ель-Кассим, Джидда, Бурайда, Табук, Таїф, Янбу-ель-Бахр |
| Nile Air                       | Абха, Ель-Аїн, Ель-Джауф, Асуан, Багдад, Басра, Бурайда, Хаїль, Ель-Хуфуф, Хургада, Стамбул-Сабіха Гекчен, Джидда, Джизан, Кувейт, Луксор, Порт-Судан, Шарм-ель-Шейх, Табук, Таїф, Янбу-ель-Бахр |
| NordStar                       | Мінеральні Води, Ростов-на-Дону |
| Nordwind Airlines              | Калінінград, Нижній Новгород, Ст. Петербург |
| Oman Air                       | Маскат |
| Petroleum Air Services         | Абу-Редіс, Асуан, Харґа, Хургада, Луксор, Шарм-ель-Шейх Сезонний чартер:Анталія, Акаба, Пафос |
| Qatar Airways                  | Доха |
| Royal Air Maroc                | Касабланка |
| Royal Flight                   | Сезонний чартер: Казань, Нижній Новгород, Новосибірськ, Перм, Самара, Ст. Петербург, Ростов-на-Дону, Уфа, Єкатеринбург |
| Royal Jordanian                | Амман |
| Saudia                         | Абха, Даммам, Джидда, Медина, Ер-Ріяд |
| SaudiGulf Airlines             | Ріяд |
| Sichuan Airlines               | Ченду-Шуанлю |
| Sudan Airways                  | Хартум |
| Sun Air                        | Хартум |
| Syrian Arab Airlines           | Дамаск, Латакія |
| Swiss International Air Lines  | Цюрих |
| Tarco Airlines                 | Хартум |
| TAROM                          | Бухарест |
| Tunisair                       | Туніс |
| Turkish Airlines               | Стамбул |
| Ukraine International Airlines | Київ–Бориспіль |
| Ural Airlines                  | Москва–Жуковський |
| Yemenia                        | Аден, Сайвун |

### Вантажні
| Авіакомпанія                  | Пункт призначення |
| ----------------------------- | --- |
| Air France Cargo              | Париж-Шарль-де-Голль, Нджамена, Реюньйон                                                                                        |
| Cargolux                      | Бейрут, Люксембург |
| DHL International Aviation ME | Бахрейн |
| EgyptAir Cargo                | Бейрут, Шатору, Кельн/Бонн, Стамбул-Ататюрк, Джуба, Мілан-Мальпсена, Москва-Домодєдово, Нджамена, Остенде-Брюгге, Рас-ель-Хайма |
| Emirates SkyCargo             | Дубай-Аль-Мактум, Франкфурт |
| Ethiopian Airlines Cargo      | Аддис-Абеба, Бейрут, Льєж |
| Kalitta Air                   | Чарлстон |
| Lufthansa Cargo               | Франкфурт, Гонконг, Мілан-Мальпенса, Шарджа                                                                                     |
| Martinair                     | Амстердам |
| Qatar Airways Cargo           | Доха (призупинено) |
| RAM Cargo                     | Касабланка |
| Royal Jordanian Cargo         | Амман, Маастрихт/Аахен |
| Turkish Airlines Cargo        | Стамбул-Ататюрк |

## Статистика
Див. джерело запитів Вікіданих та джерела.

## Транспорт
Безкоштовний автобус-шатл сполучає два термінали, відстань між якими становить 3 км. Автобуси курсують 24 години на добу з інтервалом близько 30 хвилин.
Аеропорт сполучений з містом двома автодорогами, головна - дорога Салах Салем через Геліополіс і передмістя, друга - автострада.
Організовано сервіс автобусів-шаттлів в Геліополіс, Наср Сіті, передмістя Каїру, Гізу, Мохандесін, Замалек, Маадія і Харам.
Регулярні рейси Airport Bus Service вирушають від Терміналу 1. Вони зупиняються на площі Тахрір, у передмісті Каїра, Мохандесіне, і у Дороги Пірамід у Гізі.

## Авіакатастрофи
- 20 травня 1965 Boeing 720-040 B (AP - AMH) Пакистанських міжнародних авіаліній рейсу PK 705, який прямував за маршрутом Карачі - Дахран - Каїр - Лондон розбився при посадці недалеко від ВВП 34 Міжнародного аеропорту Каїра. 119 з 125 людей на борту загинули.

## Ресурси Інтернету
Вікісховище має мультимедійні дані за темою: Каїр (аеропорт)
- Official Cairo Airport website
- FlightAware Live Flight Tracking [Архівовано 22 Лютого 2016 у Wayback Machine.]